# Gnophos syriaca
Gnophos syriaca là một loài bướm đêm trong họ Geometridae.